# برت رام مک‌دونالد
برت رام مک‌دونالد (انگلیسی: Bertram Macdonald; ۲۵ مهٔ ۱۹۰۲ – ۲۸ دسامبر ۱۹۶۵) ورزشکار دو و میدانی اهل بریتانیا بود.